# Historisme
|  | Ikke at forveksle med Historicisme (flertydig) |
 Der er for få eller ingen kildehenvisninger i denne artikel, hvilket er et problem. Du kan hjælpe ved at angive troværdige kilder til de påstande, som fremføres i artiklen.

Historisme er en betegnelse på den idétradition inden for humanistisk og samfundsvidenskabelig forskning som betoner at alle foreteelser skal forstås historisk, og at historiske hændelser i deres karakter er enestående (ty. das Einmalige). 

## Oprindelse
Historismen har sit udgangspunkt i den første halvdel af 1800-tallet, fortrinsvis i det da nyoprettede universitet i Berlin i Preussen. Her var det personer såsom historikerne Leopold von Ranke og Barthold Georg Niebuhr, filosoffen Wilhelm von Humboldt, filologen August Boeckh og germanisten Jacob Grimm der stod som stifterne af denne retning inden for videnskabsteorien. Deres fælles standpunkt var en afstandtagen til den tidligere historiefilosofi, som fortrinsvis var blevet praktiseret af oplysningstidens historikere, bl.a. Voltaire var et udpræget eksempel på denne skole. Filosoffen Immanuel Kant havde senere formuleret en variant af denne skole i værket Idee zu einer allgemeinen Geschichte in weltbürgerlicher Absicht (1784). Historiefilosofiens holdning var at de enkelte begivenheder i historien var ligegyldige, i stedet var den moralske lærdom den vigtigste. Således gjaldt det om at fremhæve eksempler til efterfølgelse eller advarsel i store herskeres skæbne, mens f.eks. de enkelte slag og andre hændelser i deres livsforløb var mindre vigtige. En anden af oplysningstidens centrale idéer, naturretslæren, var historismens grundlæggere også enige om at forkaste.

## Idégrundlaget for historismen
Fælles for disse retninger var den idé at sætte filosofien som den højeste gren af videnskaben, dvs. den der ordnede og satte de tanker i system som fremkom ved granskning i de forskellige videnskabelige retninger. Historisterne derimod satte forskningen i hovedsædet og baserede deres system på empiriske undersøgelser. Dette faldt sammen med grundlæggelsen af historiefaget som en videnskab. Ranke var grundlæggeren af den kildekritiske metode, og hans formulering om at historiens formål er at den "blot skal vise hvordan det egentlig har været" ("wie es eigentlich gewesen") er en opsummering af hovedformålet i den nye retning. En anden vigtig ingrediens i den nye retning var synet på individet. Den tidligere historiefilosofiske retning havde antaget at der lå nogle universelle idéer til grund for al menneskelig adfærd, og at således alle menneskers handlinger kunne udtydes gennem en undersøgelse af disse idéer. Historisterne derimod var en del af den nye åndsretning romantikken, som særlig fremhævede individet. Historisterne anså derfor at man kun kunne komme frem til en forståelse hvis man antog hver person som et unikt individ, og undersøgte hver omstændighed som særegne hændelsesforløb der var forskelligt fra ethvert andet forløb. Det var også dette der gjorde at de klassiske historister anså at en af hovedværktøjerne i historiefaget var en intuitiv vinkel. Man skal kunne indleve sig i de fortidige menneskers verden og tænkemåde, den historiske ånd (geist), fordi denne var forskellig fra den nutidige. Men denne indlevelse skal samtidig være kombineret med en grundig empirisk undersøgelse af det foreliggende kildemateriale.

## Historismens periode
Den periode hvor historismen var den fremherskende åndsretning indenfor europæisk (specielt tysk) historisk videnskab var i sidste halvdel af 1800-tallet. I denne periode dukkede positivismen også op, og den antoges af historisterne for en modstridende retning. Begge retninger gjorde brug af kildekritikken som et vigtigt værktøj, men i modsætning til historisterne, anså positivisterne ikke indlevelsen i de fortidige forhold som vigtig. Ifølge positivismen var kun det som kunne bevises brugbart, og her passede ikke en intuitiv fremgangsmåde ind. Den tyske historiker Johann Gustav Droysen skrev i 1868 Grundriss der Historik, som var en kritik af den positivistiske retning. Hans hovedpointe var at i humanvidenskaberne, til forskel for naturvidenskaberne, var det historisk-sociale processer der var udslagsgivende, og derfor kunne naturvidenskabelige standarder ikke anvendes indenfor disse. Hovedområdet for de fleste historistiske forskere var den diplomatiske historie. Den kildekritiske metode passede godt ind i denne retning fordi det ofte var de eneste skrevne kilder fra især den nordeuropæiske middelalder. Men dette gjorde også at de historiske resultater alt for ofte var en gennemgang fra oven i samfundet. Love og diplomatiske spil var det egentlige formål for forskningen og det gjorde historismen sårbar overfor kritik. Således skrev filosoffen Friedrich Nietzsche imod i 1874 historismen med sit skrift Vom Nutzen und Nachteil der Historie für das Leben (Historiens nytte), der kritiserede historismen for ikke at tjene livet, men i stedet bevægede sig rundt på et objektivistisk plan der ikke eksisterede i virkeligheden.

## Nyhistorismen
I løbet af de første årtier af 1900-tallet tog kritikken mod historismen til, og de fleste nyuddannede forskere valgte en anden retning som deres ståsted. Retningen forsvandt dog aldrig helt, og derfor blev kritikken af historismen også fortsat. Den tog især til i løbet af 1960'erne og 1970'erne i Tyskland hvor historikere som Hans-Georg Gadamer og Wolfgang J. Mommsen fik deres gennembrud på kritik af historismen. Denne kritik må også ses i sammenhæng med at en helt ny generation af forskere igen genoptog mange af historismens idéer, dog i en modificeret version, der siden er blevet kendt som nyhistorismen. Især historikeren Thomas Nipperdey var en af de forskere der stod for genopdagelsen af historismen. Ikke kun med videnskabteoretiske skrifter, men han anvendte også historismens idéer i sine historiske værker, særskilt hans Deutsche Geschichte (1983) er et hovedværk inden for denne retning. Nipperdey indser den klassiske historismes mangler. Den gamle metode var alt for sammenknyttet 1800-tallets idealisme, og især dens foretrækken af den statsorienterede diplomatiske historie må forkastes. Desuden forkaster han også teorien om den historiske ånd, eller geist-idéen, som alt for præget af 1800-tallets idéer.
Til gengæld beholder Nipperdey idéen om det individuelle, det var netop denne synsmåde der var et af historismens fortrin. Man skal anse historien som bestående af unikke historisk-sociale processer der ikke er kausale og forudsigelige, men særegne for hver en periode. Men disse processer skal ikke anskues gennem intuitive metoder, i stedet skal indsigten i disse opnås gennem en sammenstilling af teori og analyse, en sammenstilling af det fortællende og det analytiske. Nipperdey, og andre såsom Reinhart Koselleck, skabte ved deres arbejder fornyet interesse for historismen som stadig er til stede.